# 愛情レストラン
「愛情レストラン」（あいじょうレストラン）は、平松愛理の23枚目のシングル。

## 解説
前作から1年半ぶりのニュー・シングル。“大人に向けた童謡”的世界観を歌った楽曲。

## 収録曲
全作詞・作曲：平松愛理　編曲：清水信之
1. 愛情レストラン	[4:52]
2. 恋愛の光と影 [4:02]
3. Bran-new Brand [4:14]